# Cadre d'action de Hyogo
Le Cadre d'action de Hyogo (Hyogo Framework for Action) est le principal instrument que les États membres des Nations unies ont adopté pour réduire les risques de catastrophe. Son but fondamental est d'instaurer la résilience des
nations et des collectivités face aux catastrophes par une réduction considérable des pertes dues aux catastrophes d'ici 2015 - pertes tant en vies humaines qu'au niveau du capital social, économique et
environnemental des collectivités et des pays.  Il est nommé d'après la préfecture japonaise de Hyogo dont la principale ville est Kobé ou s'est tenue en 2005 la conférence, région qui touchée par un sévère tremblement de terre en 1995.
Le Cadre d'action de Hyogo prévoit cinq priorités ainsi que des principes directeurs et des moyens pratiques qui permettent aux collectivités vulnérables d'atteindre une telle résilience dans le contexte du développement durable. Depuis l'adoption du Cadre d'action de Hyogo en janvier 2005, de nombreux efforts ont été déployés à l'échelon mondial, national et local pour réduire les risques de catastrophe de manière plus méthodique, mais beaucoup reste à faire. L'Assemblée générale des Nations unies a donc appelé à la mise en application du Cadre d'action. Elle a également réitéré qu'il incombait au Système à intervenants multiples de la SIPC et à la Plate-forme mondiale pour la réduction des risques de catastrophe d'appuyer la mise en application et la promotion du Cadre d'action de Hyogo.
Enfin, l'Assemblée générale des Nations unies a incité les États membres à mettre en place des plates-formes nationales multisectorielles pour coordonner la réduction des risques de catastrophe au niveau national. Aussi, de nombreuses entités régionales dans les Andes, en Amérique centrale, aux Caraïbes, en Asie, dans le Pacifique, en Afrique et en Europe - ont-elles, à l'échelon régional, formulé des stratégies de réduction des risques de catastrophe conformes au Cadre d'action de Hyogo.
Et à ce jour[Quand ?], plus de 100 États ont désigné des points focaux officiels pour le suivi et la mise en application du Cadre d'action de Hyogo ; certains États ayant pris des initiatives pour mobiliser la volonté politique et pour créer des centres pour la promotion de la coopération régionale au niveau de la réduction des risques de catastrophe.